# 涌泉街道
涌泉街道，是中华人民共和国四川省成都市温江区下辖的一个乡镇级行政单位。

## 行政区划
涌泉街道下辖以下地区：
花土社区、共耕社区、凤凰社区、前锋社区、明光社区、双堰社区、大田社区委会、瑞泉馨城社区和洪江村。